# Olfactores
Clade
Taxons de rang inférieur
- Tunicata
- Vertebrata

Les Olfactores (ou Olfactoriens) sont un clade d'animaux chordés caractérisé par le fait de disposer du sens de l'olfaction, ou odorat. Ce clade rassemble les Tuniciers et les Vertébrés. Il admet pour groupe frère les Céphalochordés.

## Historique
Le rapprochement des tuniciers et des vertébrés dans un même clade ne paraît pas évident morphologiquement, ce qui explique que la classification classique ait plutôt rapproché les tuniciers des mollusques. Or, si on se met à comparer leurs larves (comme Darwin le fit il y a plus de 150 ans), apparaissent alors beaucoup de ressemblances structurelles, comme la queue postanale, la forme des larves ou encore la notochorde définissant les chordés, justifiant ainsi le rapprochement cladistique de ces deux groupes.
Le clade des Olfactores a été créé en 1991 par Richard Jefferies (en) d’après la présence de potentiels appareils olfactifs homologues dans des fossiles (Cornutes et Mitrés, toutefois controversés), un temps proposés comme des précurseurs des vertébrés et tuniciers.
La théorie de Richard Jefferies, dite des « calcichordés », stipulant que les chordés provenaient d’ancêtres qui disposaient d'un squelette externe riche en calcium, fit peu d’émules jusqu’à ce que les analyses moléculaires confirment la proximité phylogénétique des tuniciers et des vertébrés.

## Description

### Caractères généraux issus des Chordés
Les Olfactoriens possèdent les cinq caractéristiques définissant les Chordés, à l'état larvaire pour les Ascidies et les Thaliacées et durant toute la vie chez les Larvacées et les Crâniés :
- présence d'une notochorde (structure mésodermique dorsale cylindrique allongée qui joue un rôle de soutien structural) ;
- tube nerveux dorsal, par rapport à l'intestin et à la chorde en forme de tube (Épineuriens (polyphylétiques))[Note 1] ;
- fentes pharyngiennes (Pharyngotrèmes – paraphylétiques, les fentes pharyngiennes ayant par la suite été perdues par les échinodermes)[Note 1] ;
- endostyle (repli qui recouvre la face ventrale du pharynx et qui achemine les particules alimentaires au tube digestif en sécrétant un mucus) ;
- queue postanale.

### Caractères propres
Les Olfactoriens possèdent des traits dérivés que ne possèdent pas les autres Chordés (Céphalochordés) :
- sens de l'olfaction ;
- disparition partielle de la notochorde, excepté chez certains poissons (esturgeon et cœlacanthe) et chez la myxine.

## Histoire évolutive
Ce clade a connu une diversification contrastée depuis son apparition au Cambrien (il y a plus de 500 millions d’années). Alors que les tuniciers et les myxines sont restés peu diversifiés et exclusivement marins, les vertébrés ont connu une forte radiation évolutive et ont conquis tous les milieux de la planète, avec leurs premiers pas sur terre au Dévonien supérieur, il y a environ 370 millions d’années. Aujourd’hui, avec les baleines, qui mesurent jusqu'à 33 mètres de long (baleine bleue), ils comprennent les animaux les plus lourds et des animaux parmi les plus grands que la Terre ait jamais portés.

## Sous-embranchements

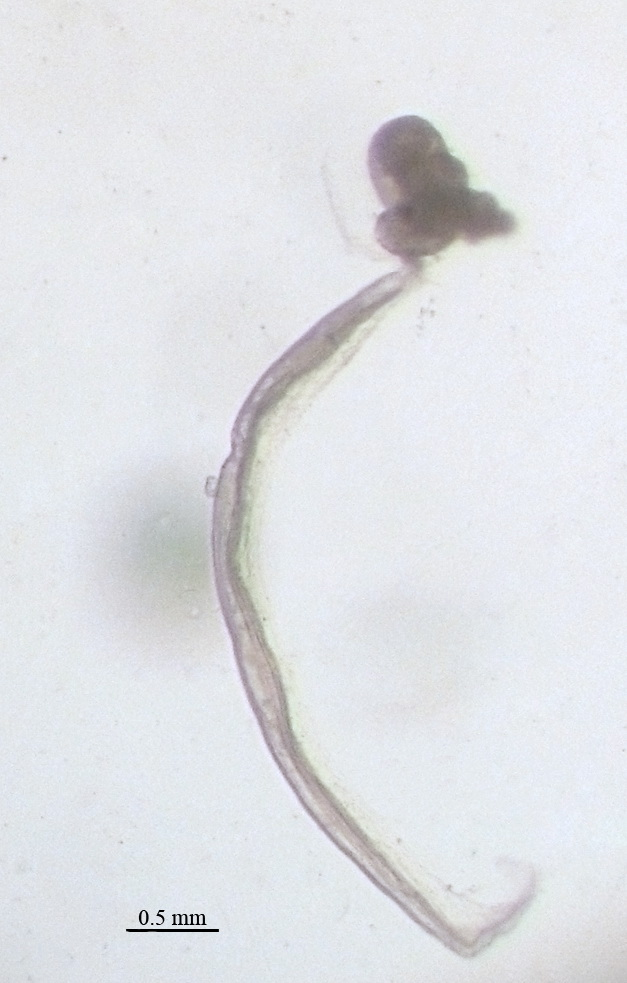
Un tunicier appendiculaire. Contrairement aux thaliacées et aux ascidies, il est néoténique. Ce stade aurait pu s'imposer dans l'évolution jusqu'à devenir dominant.

Larve d'ascidie (tunicier)

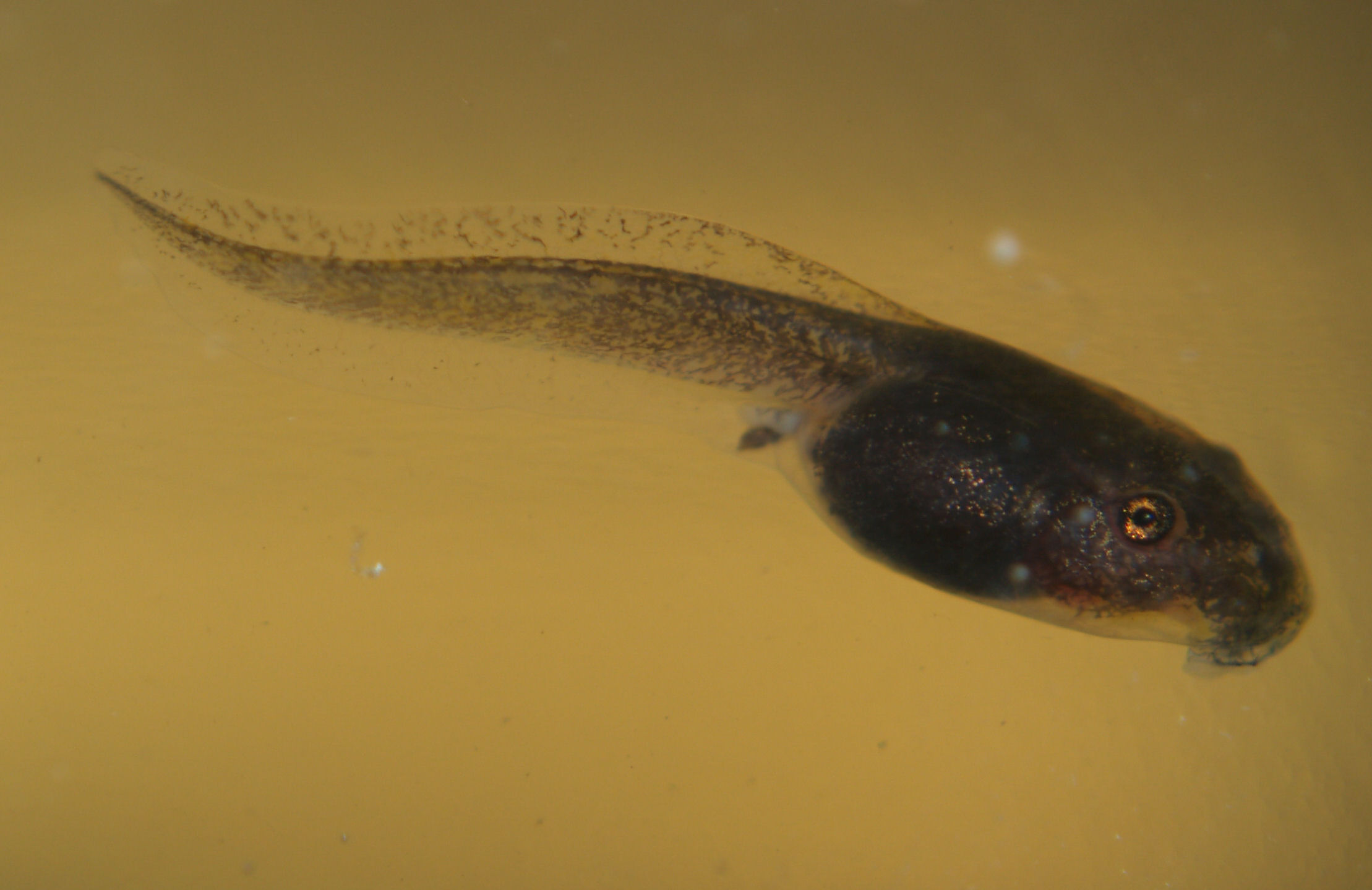
Têtard de grenouille (vertébré)

Les Olfactoriens comprennent deux sous-embranchements.

### Tuniciers
Les Urochordés ou Tuniciers ne possèdent les caractéristiques des Chordés qu'à l'état larvaire, à l'exception des Larvacées (ou Appendiculaires). Comme leur nom l'indique, les Tuniciers possèdent de plus une tunique, produite par l’épiderme puis secondairement colonisée par des cellules d’origine sanguine ou conjonctive, constituée d’eau, de protéines et d’un glucide, la tunicine.
Selon l’hypothèse de Garstang, la larve devint au cours de l’évolution le stade dominant dans le cycle vital, et tous les Chordés descendants possèdent les caractéristiques de la larve des Urochordés (néoténie) : une chorde, des fentes pharyngiennes, une queue post-anale, et un tube nerveux dorsal.

### Vertébrés
Les Vertébrés possèdent une colonne vertébrale recouvrant la partie troncale du système nerveux central. À 18 jours, la notochorde de l'embryon des vertébrés se métamérise pour former les anneaux de la colonne vertébrale. Les vertébrés possèdent généralement un squelette osseux ou cartilagineux et des yeux. Toutefois, les Myxines qui ne possèdent pas de colonne vertébrale et disposent de photorécepteurs à la place des yeux, sont désormais intégrées au clade des Vertébrés où elles forment le groupe frère des Hyperoartiens au sein des Agnathes ou Cyclostomes.

### Évolution de la phylogénie
En classification classique, les Olfactoriens étaient traditionnellement divisés en trois sous-embranchements :
- non-classé Olfactores
  - sous-embranchement Tunicata Lamarck, 1816
  - non-classé Craniata Janvier, 1981
    - sous-embranchement Myxiniformes ou classe Myxini[Note 2]
    - sous-embranchement Vertebrata Lamarck, 1801
      - infra-embranchement Agnatha Cope, 1889
      - infra-embranchement Gnathostomata Gegenbaur, 1874

Ou en deux, selon NCBI :
- sous-embranchement Tunicata Lamarck, 1816
  - classe Appendicularia
  - classe Ascidiacea
  - classe Thaliacea
- sous-embranchement Craniata Janvier, 1981
  - non-classé Hyperotreti
    - ordre Myxiniformes

  - non-classé Vertebrata
    - non-classé Hyperoartia
    - super-classe Gnathostomata

Thomas Cavalier-Smith divisa ce taxon en deux sous-embranchements et en deux infra-embranchements :
- sous-embranchement Tunicata Lamarck, 1816
- sous-embranchement Vertebrata Lamarck, 1801
  - infra-embranchement Agnatha Cope, 1889
  - infra-embranchement Gnathostomata Gegenbaur, 1874